# Myosomatoides myersi
Myosomatoides myersi är en stekelart som beskrevs av Donald L.J. Quicke 1994. Myosomatoides myersi ingår i släktet Myosomatoides och familjen bracksteklar. Inga underarter finns listade i Catalogue of Life.